# Ovale astarte
De ovale astarte (Astarte elliptica) is een tweekleppigensoort uit de familie van de Astartidae. De wetenschappelijke naam van de soort werd in 1827 voor het eerst geldig gepubliceerd door Brown.

## Beschrijving
De omtrek van de schelpen van de ovale astarte is rondachtig tot breed elliptisch met een maximale diameter van drie centimeter. De hoogte is 70% van de breedte. De wervel ligt voor het midden en is vaak gecorrodeerd. De achterrand van de kast is wat afgestompt, de voorrand van de kast is afgerond. De dorsale rand is licht concaaf voor de wervel en licht convex achter de wervel. De hartvormige umbo is duidelijk ingesprongen met duidelijke, enigszins opstaande randen. Het gebied lancetvormig. De voorste en achterste sluitspier-indrukken zijn bijna even groot. De oppervlaktelijn is niet ingesprongen.
Het slot van de rechterklep vertoont twee kardinale tanden, waarvan de voortand zeer breed en diep gegroefd is; het ziet er bijna uit als twee tanden. De achterste tand van de rechterklep is daarentegen vrij smal. Er is een laterale en duidelijke put en flens over de achterste sluitspier en een laterale rand over de voorste sluitspier. De linkerklep heeft drie kardinale tanden, waarvan de achterste tand klein en onduidelijk is. Er is een laterale flens over de achterste sluitspier en een laterale put over de voorste sluitspier.
Het oppervlak heeft 20 tot 30 zeer sterke concentrische stompe ribbels. Ribben en de ruimtes tussen de ribben zijn ook bedekt met fijne groeistroken. De hoogte en breedte van de ribben nemen af naar de rand van de behuizing toe. Het periostracum (opperhuid) is geelbruin, donkerbruin, roodbruin tot bijna zwart, de schelp zelf is wit. De binnenrand is glad.
Rechter en linker klep van hetzelfde exemplaar:

Rechter klep
Linker klep

## Verspreiding en leefgebied
Het verspreidingsgebied van de soort strekt zich uit van het noordpoolgebied langs de oostelijke Atlantische Oceaan tot de noordelijke kusten van de Britse Eilanden. Het wordt zelden gevonden in de Ierse Zee, het Kanaal, de zuidelijke Noordzee en de westelijke Oostzee. In de westelijke Atlantische Oceaan strekt het verspreidingsgebied zich uit van Groenland tot de staten van New England. Het leeft op puin en zandbodems van ondiep water (ongeveer twee meter) tot een waterdiepte van bijna 2.500 meter.
De dieren leven ondiep of slechts half begraven in het sediment zoals zandige modder en grind. De watertemperatuur mag niet hoger zijn dan 17°.